# Kamenac (Kneževi Vinogradi)

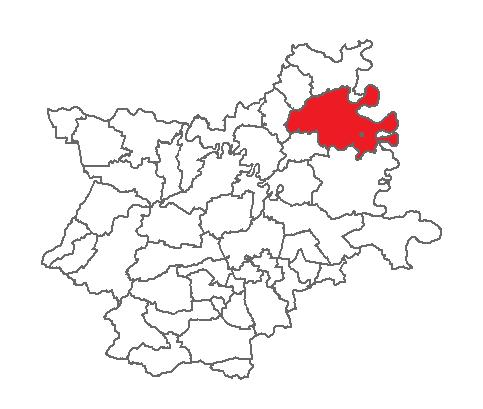
Lage der Siedlung Kamenac in der Gespanschaft Osijek-Baranja

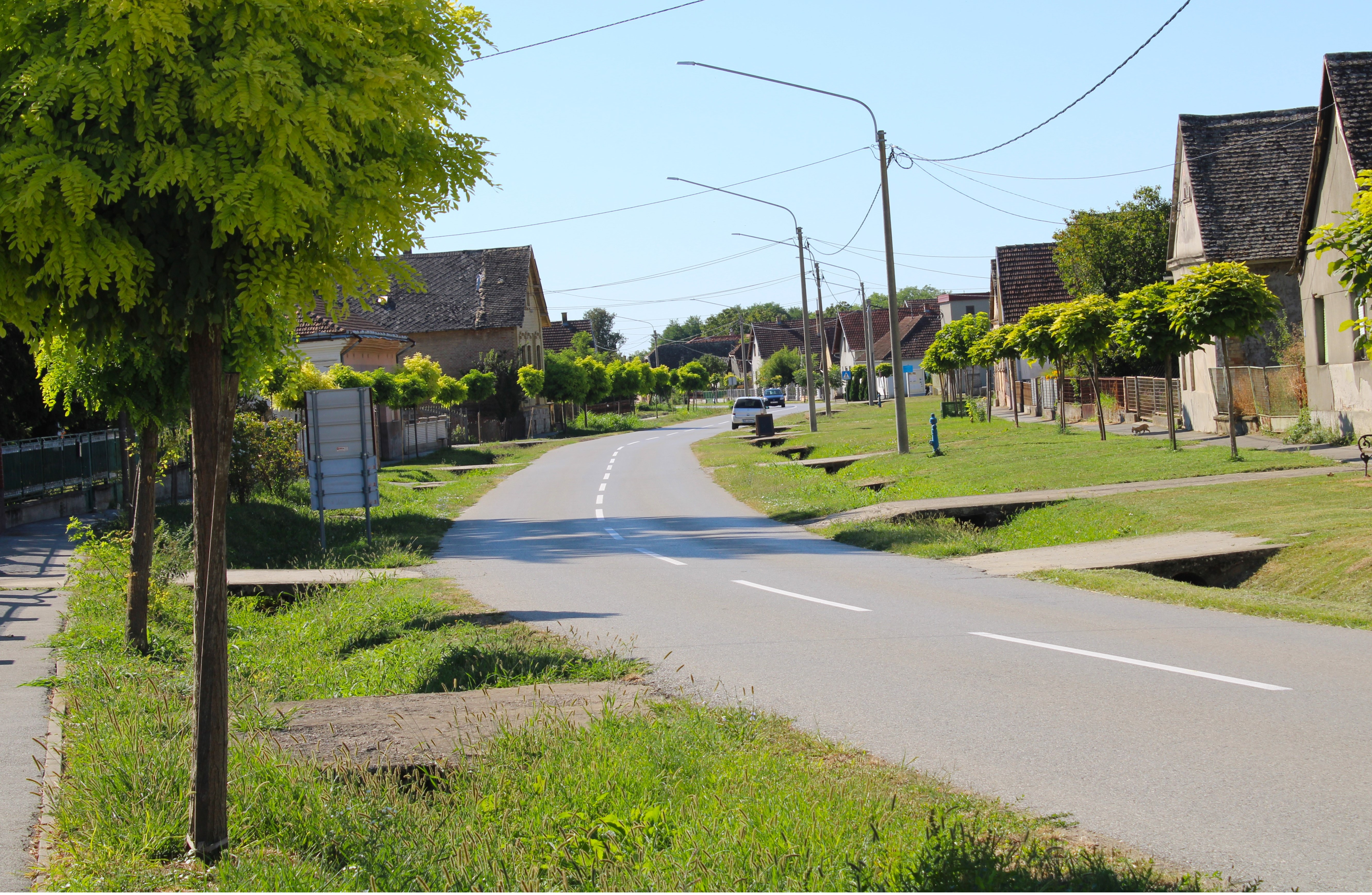
Ortsansicht in Kamenac

Kamenac (ungarisch Kő) ist ein kroatisches Dorf mit 131 Einwohnern (2021) nahe der kroatisch-ungarischen Grenze und befindet sich in der Gespanschaft Osijek-Baranja. Administrativ gehört es zur Gemeinde Kneževi Vinogradi.

## Geographie
Das Dorf ist 32 Kilometer von Osijek und etwa 3 Kilometer von Kneževi Vinogradi entfernt. Bis nach Ungarn und Serbien sind es nur wenige Kilometer.

## Geschichte

### Antike
Kamenac wurde schon zu Zeiten der Römer bewohnt. Im Jahr 1963 fanden archäologische Ausgrabungen durch Mitarbeiter des Museums von Osijek statt, bei denen auf einem Ackerfeld und in einem Garten, Überreste einer großen Anzahl römischer Baumaterialien und Keramikfragmente entdeckt wurden. Es wird angenommen, dass sich an dieser Stelle eine Siedlung sowie eine römische Villa befand.

### Mittelalter
Die erste schriftliche Erwähnung des Dorfes stammt aus dem Jahr 1289. Die Siedlung befand sich damals im Besitz der Familie Herczeg von Szekcső, einem Zweig der Adelsfamilie der Herren von Güns. Im Jahr 1526 wurde der Ort, so wie die ganze Region, von den Türken erobert und besetzt. Im türkischen Steuerbuch von 1591 wird Kamenac mit 38 Häusern aufgeführt.

### Frühneuzeit
Während des Großen Türkenkrieges im Jahre 1687 wurde die Region von der türkischen Herrschaft befreit und Prinz Eugen von Savoyen erhielt das Gebiet als königliche Schenkung für seine militärischen Verdienste. Bis zu Eugen Savoyens Tod war Kamenac Teil seines Herrschaftsanwesens in Bilje. Im Jahr 1736 gingen das Gut und die Ländereien an die Hofkammer über und Maria Theresia schenkte 1780 das Anwesen ihrer Tochter Erzherzogin Maria Christina  und ihrem Ehemann Prinz Albert Kasimir. Später erbte das Gut Erzherzog Karl und es blieb bis zum 1. Weltkrieg im Besitz seines Bruders Friedrich.

### Neuzeit
Nach dem Ende des Ersten Weltkrieges und bis zum Friedensvertrag von Trianon gehörte die Region zum Komitat Baranya. Im Jahr 1918 wurde es dem neuen Königreich Jugoslawien zugesprochen. Während des 2. Weltkrieges, von 1941 bis 1945, gehörte das Gebiet wieder zu Ungarn. Nach Ende des Zweiten Weltkrieges folgte dann die Eingliederung in die SFR Jugoslawien. Seit 1991 ist es Bestandteil von Kroatien.
Nach der Unabhängigkeit Kroatiens 1991 und dem darauffolgenden Kroatienkrieg fiel der Ort in die Hände der aufständischen Serben. Die nichtserbische Bevölkerung wurde teilweise vertrieben. Im Jahr 1998 wurde Kamenac und die südliche Baranja per Friedensabkommen an Kroatien friedlich zurückgegeben.

## Bevölkerung
Laut der Volkszählung von 1910 hatte Kamenac damals insgesamt 369 Einwohner. Davon waren es 327 Ungarn, 18 Deutsche, 14 Slowaken und 10 Serben. Die Bevölkerung des Dorfes hatte im Jahr 1880 die größte Bevölkerungszahl von 473 Einwohnern erreicht. Danach sank die Zahl sehr stark auf 131 Einwohner (Stand 2021).
| Bevölkerungsentwicklung | Bevölkerungsentwicklung | Bevölkerungsentwicklung | Bevölkerungsentwicklung | Bevölkerungsentwicklung | Bevölkerungsentwicklung | Bevölkerungsentwicklung | Bevölkerungsentwicklung | Bevölkerungsentwicklung | Bevölkerungsentwicklung | Bevölkerungsentwicklung | Bevölkerungsentwicklung | Bevölkerungsentwicklung | Bevölkerungsentwicklung | Bevölkerungsentwicklung | Bevölkerungsentwicklung | Bevölkerungsentwicklung |
| ----------------------- | ----------------------- | ----------------------- | ----------------------- | ----------------------- | ----------------------- | ----------------------- | ----------------------- | ----------------------- | ----------------------- | ----------------------- | ----------------------- | ----------------------- | ----------------------- | ----------------------- | ----------------------- | ----------------------- |
| 1857                    | 1869                    | 1880                    | 1890                    | 1900                    | 1910                    | 1921                    | 1931                    | 1948                    | 1953                    | 1961                    | 1971                    | 1981                    | 1991                    | 2001                    | 2011                    | 2021                    |
| 440                     | 446                     | 473                     | 447                     | 390                     | 369                     | 377                     | 475                     | 342                     | 338                     | 374                     | 382                     | 271                     | 294                     | 177                     | 166                     | 131                     |

(Ab 1869 wurde Kamenac teil der Siedlung, und ab 1991 vorübergehend selbständige Gemeinde. In den Jahren 1921 und 1931 wurde die Bevölkerung zu Kneževi Vinogradi gezählt.)

## Wirtschaft
Die Bewohner leben hauptsächlich von der Landwirtschaft, der Viehzucht sowie dem Weinanbau, der eine der wichtigsten Einkommensquellen der Siedlung ausmacht. Wegen seiner Weinkellerei bekommt der Ortsteil Budzsák immer größere Bedeutung.

## Bildung
Im Dorf befindet sich eine Ortsschule in den Schulklassen 1–4 der Grundschule Kneževi Vinogradi.

## Sport- und Kulturvereine
Im kroatischen Vereinsregister Registar udruga Republike Hrvatske sind 10 Vereine mit Sitz in Kotlina registriert (Stand: VIII/2023):
- Wrestling Verein „KHL Wrestling“
- Verein für Pflege der Bräuche „Udruga za njegovanje običaja Kamenac“
- Ungarischer Kulturverein „TANC“